# Chiesa di San Simeone (Zara)

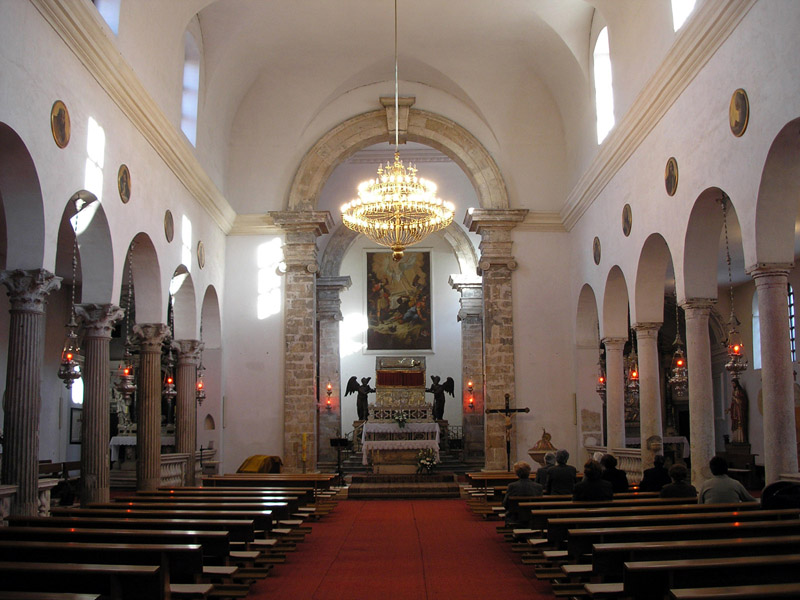
L'interno

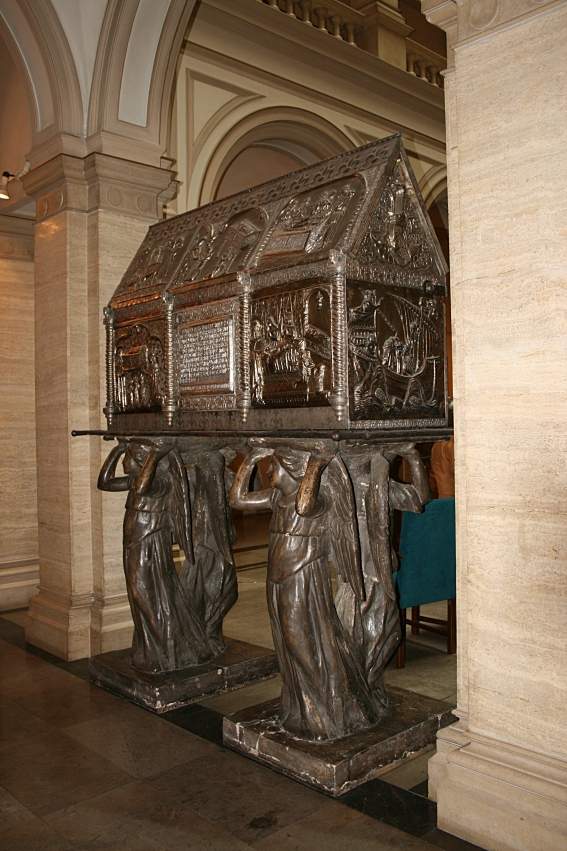
L'arca di San Simeone

La chiesa di San Simeone (in croato Sv. Šime) è una chiesa di Zara.

## Storia
La chiesa fu fondata nel XII secolo e dedicata inizialmente a santo Stefano. Nel 1639 vi furono traslate le reliquie di san Simeone risalenti all'anno zero del calendario cristiano.  Nel 1494 il presbitero milanese Pietro Casola, mentre era in viaggio per raggiungere Gerusalemme su una galea veneziana, visitò la chiesa e descrisse in modo preciso l'arca e la reliquia del santo perfettamente conservata. Venne rifatta ampiamente nel Settecento.

## Caratteristiche
È una chiesa a pianta basilicale, a tre navate divise da colonne.
Al centro dell'abside è conservata l'arca di san Simeone, che contiene i resti del Santo, finemente modellata in argento, opera del 1377-1380 di Francesco da Milano, eseguita a Zara e donata da sant'Elisabetta d'Ungheria, figlia del governatore bosniaco Stjepan II Kotromanić e moglie del re Ludovico I d'Angiò, che fece voto al santo di costruire l'arca, nella speranza di avere un figlio maschio. 
L'arca venne costruita in legno di cedro e rivestita in lamina d'argento e dorata, lavorata con la tecnica a sbalzo dall'orefice milanese Francesco d'Antonio, con l'aiuto delle maestranze locali. Lo stesso orefice incise sul retro dell'arca, in lingua latina e calligrafia gotica, la scritta: “Qui, in questo arca, donata dalla potente, celeberrima e magnanima Elisabetta la Minore, sovrana dell'Ungheria, per adempiere il voto dato, giace in pace Simeone il Giusto, quello stesso che teneva sulle mani Gesù Cristo, nato dalla Vergine. Questa opera fu realizzata da Francesco di Milano, nel 1380". 
L'arca è sostenuta da due angeli in bronzo, ricavati nel 1647 dalla fusione di due cannoni turchi.